# Honoré Jackson

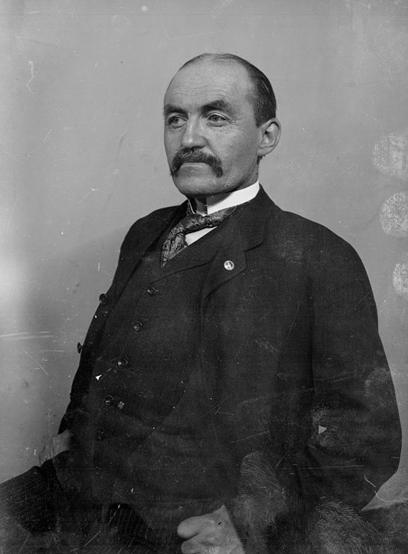
Honoré Jackson

William Henry Jackson (* 13. Mai 1861 in Wingham, Ontario, Kanada; † 10. Januar 1952 in New York City, Vereinigte Staaten; besser bekannt als Honoré Jackson oder Jaxon) war ein kanadischer Journalist und Rebell. Er spielte während der Nordwest-Rebellion in der heutigen Provinz Saskatchewan als Mitglied der provisorischen Regierung eine zentrale Rolle.

## Biographie
Jackson studierte klassische Altertumswissenschaft an der University of Toronto. Er zog 1882 mit seinen Eltern nach Prince Albert und war dort als Landwirt tätig. Die Parzelle lag nahe der geplanten Route der Canadian Pacific Railway, doch im selben Jahr verlegte die Bundesregierung die Route um mehrere hundert Kilometer nach Süden und das Land war praktisch wertlos. Jackson gründete daraufhin eine regierungskritische Zeitung und wurde zum Sekretär einer militanten Bauernorganisation gewählt.
Louis Riel, der Anführer der Red-River-Rebellion, kehrte aus dem Exil zurück. Jackson, der mit den Métis sympathisierte, schloss sich ihm an und wurde sein Sekretär. Am 28. Juli 1884 veröffentlichte er ein Manifest, das die Missstände und die Forderungen der Siedler detailliert festhielt. Der Methodist Jackson trat zum Katholizismus über, wobei er bei der Taufe den Namen Honoré erhielt. Er gehörte der provisorischen Regierung von Saskatchewan an, die sich am 19. März 1885 konstituierte.
Eine Woche später brach die Nordwest-Rebellion aus. Die Métis zweifelten an Jacksons Loyalität und stellten ihn unter Arrest. Schließlich nahm die North-West Mounted Police ihn am 15. Mai nach der Schlacht von Batoche gefangen. Er wurde wegen Hochverrat angeklagt, aufgrund verminderter Zurechnungsfähigkeit jedoch freigesprochen und in ein Irrenhaus in Lower Fort Garry überführt. Wenige Wochen danach brach er aus und floh nach Chicago. Dort war er rund zwei Jahrzehnte lang als Generalunternehmer relativ erfolgreich und lobbyierte für die Zementindustrie.
Jackson, der sich nun Jaxon nannte und sich für einen Métis ausgab, blieb weiterhin politisch aktiv. Er solidarisierte sich mit der Arbeiterbewegung, unterstützte die Industrial Workers of the World und verkehrte in anarchistischen Kreisen. Außerdem konvertierte er zu den Bahai. 1907 wurde er von der kanadischen Regierung begnadigt, woraufhin er während kurzer Zeit in der Provinz Saskatchewan lebte. Bald darauf kehrte er jedoch nach Chicago zurück.
1919 zog Jackson nach New York City, wo er als Hausmeister arbeitete. Ansonsten fiel er vor allem als Sonderling und Querulant auf. Er sammelte Bücher und Zeitungen, die sich mit den Métis befassten, mit dem Ziel, zu ihren Ehren ein Museum zu eröffnen. Im Dezember 1951 wurde er jedoch aus seiner Wohnung gewiesen und die Stadtbehörden ließen seine Sammlung von der Müllabfuhr abtransportieren. Jackson starb einen Monat später im Alter von 90 Jahren.